# ماريا خوسيه ألفارادو
ماريا خوسيه ألفارادو (بالإسبانية: María José Alvarado)‏ هي متسابقة ملكة الجمال وعارضة هندوراسية، ولدت في 19 يوليو 1995 في سانتا باربارا، هندوراس ‏ في هندوراس، وتوفيت في 13 نوفمبر 2014 في Cablotales ‏ في هندوراس.

## وصلات خارجية
- ماريا خوسيه ألفارادو على موقع IMDb (الإنجليزية)
- ماريا خوسيه ألفارادو على موقع IMDb (الإنجليزية)